# Irányváltó
Az irányváltó a mozdonyok jellemző berendezése, segítségével tudja a mozdonyvezető kiválasztani a szerelvény haladási irányát.
A mozdony típusától függően többféle megoldás létezik, de jellemzően három állása van, előre, semleges (üres) és hátra. Gőzmozdonyoknál szelepváltással, mechanikus váltójú mozdonynál fogaskerekes megoldással, villany és dízel-villany mozdonynál vagy az állórész, vagy a forgórész áramirány váltásával oldható meg az irányváltás, amennyiben a vontatómotor egyenáramú. A mozdonyoknál nincs kitüntetett irány, vagyis mindkét irányban azonos módon használhatók. A gőzvontatásnál általában nem használták a tolató módot vonalmenetben, mert a szerkocsiról a szénport befújta a menetszél a vezetőállásba. Emiatt a fordítókorong elengedhetetlen felszerelési tárgya volt minden mozdonyműhelynek. Szerkezetileg az irányváltó kialakítása olyan, hogy többszörös mechanikai reteszeléssel biztosítják, hogy menetben, vagyis mozgó mozdonynál ne lehessen az ellenkező irányba váltani, mert az mechanikus károsodást okozna. Irányt váltani csak a menetszabályozó "0" állásánál lehet, de a menetszabályzót csak valamelyik irány beállítása után lehet elforgatni, vagyis nem lehet üresben 'túráztatni' a mozdonyt.
Villanymozdonyoknál pneumatikus működtetésű nagyáramú relék, úgynevezett kontaktorok kapcsolják a vontatómotorokat a főgenerátorra. Ezek vezérlésével oldják meg az irányváltást, vagyis a polaritás cseréjét a vontatómotorokon. Mivel előfordulhat, hogy a nagy áramok miatt a kontaktorok érintkező felülete megég és összeragad, minden kontaktor tartalmaz egy olyan jelző érintkezőpárt, amelyik nyitott állapotban küld jelet a vezérlőegységnek mutatva, hogy a kontaktor rendben kikapcsolt, vagyis kapcsolható az ellenirány. A kontaktorok nagy áramterhelése miatt kapcsoláskor jelentős lehet a szikrázás, vagy akár íváthúzás is megjelenhet. Emiatt a kontaktorok fontos alkatrésze az ívfújó tölcsér, amely széthúzza az ívet így kioltva azt.